# Cá bống chấm hoa
Cá bống chấm hoa, danh pháp: Istigobius ornatus, là một loài cá biển thuộc chi Istigobius trong họ Cá bống trắng. Loài này được mô tả lần đầu tiên vào năm 1830.

## Từ nguyên
Tính từ định danh ornatus trong tiếng Latinh có nghĩa là "trang hoàng", vì hàm ý của Rüppell rằng đó là một loài cá bống có hoa văn rất đẹp.

## Phân bố và môi trường sống
Cá bống chấm hoa có phân bố rộng khắp khu vực Ấn Độ Dương - Thái Bình Dương. Chúng là loài tiến sâu vào đất liền nhất trong chi Istigobius.
Cá bống chấm hoa sống được cả môi trường nước lợ (rừng ngập mặn và cửa sông) và nước mặn, trên nền đáy bùn và đá vụn quanh rạn san hô, được tìm thấy ở độ sâu đến ít nhất là 5 m.

## Mô tả
Chiều dài lớn nhất được ghi nhận ở cá bống chấm hoa là 11 cm. Cá có màu nâu xám. Hai bên cơ thể có các hàng đốm màu xanh óng dọc theo chiều dài thân trên. Ngoài ra còn các hàng vạch đen trên thân. Vây bụng và vây hậu môn của cá cái không có sắc tố sẫm màu như ở cá đực. Mõm nhô ra, môi rất dày.
Số gai ở vây lưng: 7; Số tia ở vây lưng: 10–12; Số gai ở vây hậu môn: 1; Số tia ở vây hậu môn: 9–11.

## Sinh thái
Thức ăn của cá bống chấm hoa là các loài động vật giáp xác nhỏ. Một nghiên cứu chỉ ra rằng, mức độ giống nhau về hình dạng sỏi tai giữa các quần thể cá bống chấm hoa phụ thuộc vào khoảng cách địa lý. So sánh về mặt xương học của cá bống chấm hoa cho thấy, chi Istigobius có cấu trúc xương tương đồng với Microgobius hơn nhưng so sánh quan hệ phát sinh loài thì hai chi không gần nhau.

## Thương mại
Cá bống chấm hoa được thu thập vì mục đích thương mại trong ngành buôn bán cá cảnh. Cá bống chấm hoa đã được ương nuôi thành công trong thí nghiệm, từ đó có thể phát triển công nghệ nhân giống và sản xuất thương mại các loài cá bống cảnh khác.